# Parantica pumila
Parantica pumila is een vlinder uit de familie Nymphalidae, onderfamilie Danainae.
De wetenschappelijke naam van de soort is voor het eerst geldig gepubliceerd in 1859 door Jean Baptiste Boisduval.
De soort komt alleen voor in Nieuw-Caledonië en Vanuatu. Hij staat op de Rode Lijst van de IUCN als niet bedreigd.